# Musa (inspiration)
För andra betydelser, se Musa.

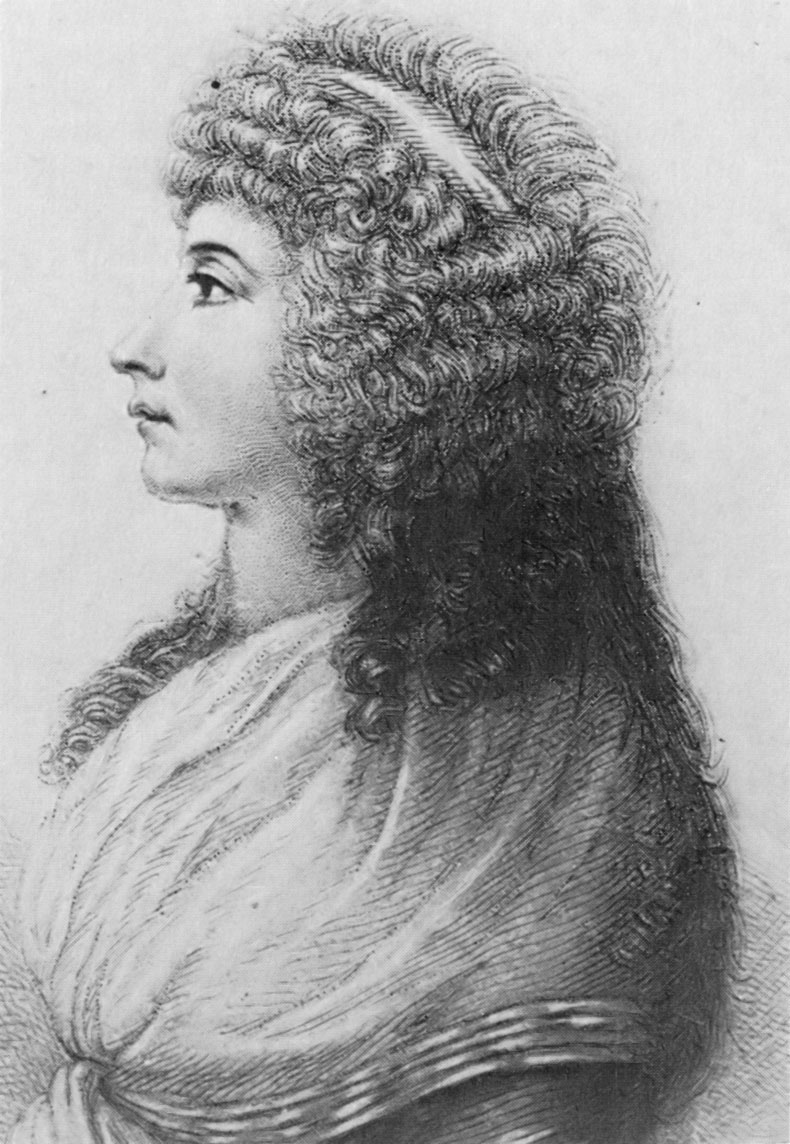
Charlotte von Stein (1742−1827) var nära vän till Johann Wolfgang von Goethe och stod modell för Natalie i Wilhelm Meisters läroår och Ifigenia i Ifigenia i Tauris

En musa (plural: musor) kallas, något ålderdomligt, en person som inspirerar en konstnär, kompositör, författare eller ibland forskare till att utföra storverk. Uttrycket, som härrör från muserna i den grekiska mytologin, började användas under senare delen av 1700-talet då den romantiska epoken, med fokus på främst manliga genier, gjorde sitt intåg. Användandet avtog mot slutet av 1900-talet, bland annat som en följd av postmodernismens kritik av genibegreppet, i kombination med ökade krav på jämställdhet också inom kulturlivet.

## Funktion
De allra flesta musor har varit kvinnor som haft en relation med en manlig utövare, även om det har förekommit vissa undantag och variationer. Musan kan vara en äkta hälft, men vanligtvis handlar det om en mer informell relation: en älskare eller annan nära vän.
En musa inspirerar framför allt genom sin fysiska dragningskraft och starka personlighet, men även egenskaper som stil, lojalitet, social kompetens och goda lyssnaregenskaper har varit högt uppskattade. Vissa musor har stått modell för konstnärliga och litterära verk, andra har i hög grad inspirerat en utövares hela verksamhet. Under 1800-talet och det tidiga 1900-talet kunde rollen som musa ofta vara den bästa, ibland rentav den enda, möjligheten för en ung kvinnlig konstnär att etablera egen verksamhet.
| ”                                    | Musa är ett otacksamt jobb. Utåt sett verkar det kanske inte så. Allt man behöver göra är att vara utomordentligt vacker, ha en inspirerande personlighet och vara ständigt tillgänglig. | „ |
| – Caroline Hainer, Aftonbladet, 2019 | |   |

## Exempel
Som ett tidigt exempel på en musa brukar nämnas Beatrice Portinari (1266−1290) som var Dante Alighieris ungdomskärlek och som förekommer i flera av hans diktverk. Bland kända musor på 1800-talet återfinns Jeanne Duval, Charles Baudelaires stora kärlek och inspiration, och skulptören Camille Claudel, som i sina unga år hade ett förhållande med Auguste Rodin. 1934 gifte sig Salvador Dalí med sin musa, "Gala", som med tiden skulle komma att bli väldigt inflytelserik som hans agent. Ett sentida exempel är Marianne Ihlen, från Larkollen i Norge, som under flera år på 1960-talet var Leonard Cohens musa på den grekiska ön Hydra.